# 宇城はやひろ
宇城 はやひろ（うしろ はやひろ）は、日本の漫画家。まんがタイムきららMAX、近代麻雀などで執筆。後ろは八尋（読み同じ）名義でも活動。2025年現在、『コミックガルド』にて「紙屋院文は博徒になりたい！」を連載中。足柄高校、学習院大学出身。

## 作品リスト

### 漫画
- 宇宙検閲官仮説（仮）（RENOBANK.2012年1月 - 4月、原作担当、作画：RIO）
- 白黒つけましょ!（『まんがタイムスペシャル』2010年2月 - 4月）
- 放課後ことば倶楽部（『まんがタイムきららMAX』2013年2月号、ゲスト）
- みことの一手!（『まんがタイムきららMAX』2013年7月号、2014年1・2・4月号、6 - 12月号、2015年1 - 2月号、全1巻）
- しょうだうん!（『まんがタイムきららMAX』2015年1・2月号、ゲスト読み切り）
- 暁美ほむらは明日から頑張る!（『まんがタイムきらら☆マギカ』2016年7月号 - 2017年3月号、全1巻）
- 風祭雫の麻雀研究（『近代麻雀』2018年9月1日号、読み切り）
- ゆるみちゃん（『週刊碁』2019年6月17日号 - 2023年9月4日号）
- 切れぬ牌などあんまりない!（『東方外來韋編』、2020年11月6日 - 2024年8月26日、全4巻）
- 紙屋院文は博徒になりたい!（『コミックガルド』2025年4月25日[1] - ）

### アンソロジー
- きんいろモザイク アンソロジーコミック (2)（まんがタイムKRコミックス、2015年4月27日、ゲスト4コマ8ページ）
- ご注文はうさぎですか？アンソロジーコミック (2)（まんがタイムKRコミックス、2015年9月26日、ゲスト4コマ8ページ）
- あんハピ♪アンソロジーコミック 吉（まんがタイムKRコミックス.2016年5月12日、ゲスト19ページ）
- ステラのまほうアンソロジーコミック (1)（まんがタイムKRコミックス.2016年11月26日、ゲスト4コマ8ページ）